# Лютежский плацдарм
Люте́жский плацдарм — один из плацдармов на западном берегу реки Днепр, в районе села Лютеж (30 км севернее Киева), захваченный в сентябре 1943 года войсками Воронежского фронта (с 20 октября — 1-й Украинский фронт, генерал армии Н. Ф. Ватутин) в ходе битвы за Днепр. Советским войскам противостояла 4-я танковая армия Вермахта.

## Захват плацдарма
В ночь на 26 сентября в районе села Лютеж форсировали Днепр на подручных средствах передовые части 167-й и 240-й стрелковых дивизий 38-й армии (генерал-лейтенант Н. Е. Чибисов). Большую помощь войскам при форсировании оказали партизаны и жители приднепровских сёл. К исходу сентября плацдарм был расширен до 50 км².

## Бои за плацдарм
В начале октября советские войска вели ожесточённые бои за удержание и расширение плацдарма. 7 октября войска 38-й армии, отразив контратаки противника, овладели Лютежем. Плацдарм увеличился до 15 км по фронту и до 10 км в глубину, получив название Лютежского.
В октябре 1943 года с Лютежского плацдарма войска 38-й армии дважды наносили вспомогательные удары (главный удар — с Букринского плацдарма) с целью освобождения Киева, однако они не имели успеха. К началу ноября советские войска сумели лишь расширить плацдарм до 20 км по фронту и до 14 км в глубину. Одновременно, в сентябре-октябре, части 60-й армии захватили два плацдарма несколько севернее: у сёл Казаровичи и Глебовка и у села Ясногородка. Бои на этих плацдармах также обусловили успех борьбы под Лютежем.
Ставка ВГК, по ходатайству командования фронтом, перенесла основные усилия с Букринского плацдарма на Лютежский. В соответствии с этим решением на Лютежском плацдарме были проведены значительные работы по инженерному оборудованию местности, что позволило на ограниченном пространстве разместить скрытно переброшенные в конце октября — начале ноября с Букринского плацдарма 3-ю гвардейскую танковую армию, 23-й стрелковый корпус, 7-й артиллерийский корпус прорыва, 1-й гвардейский кавалерийский корпус, другие соединения. Эти войска дважды переправились через Днепр и в условиях осенней распутицы скрытно совершили сложный марш вблизи линии фронта.

## Значение
3 ноября с Лютежского плацдарма войсками 1-го Украинского фронта (до 20 октября — Воронежский фронт) был нанесён главный удар в Киевской наступательной операции 1943 года. Созданная на Лютежском плацдарме группировка фронта сыграла решающую роль в успехе этой операции и освобождении Киева.

## Советские потери
В Лютежской (фронтовой) наступательной операции с 1 октября по 2 ноября 1943 года Воронежский (с 20.10.43 г.-1-й Украинский) фронт потерял безвозвратно 24 422 чел., а санитарные потери составили 60 642 чел., то есть всего 85 064 чел. При этом нужно указать, что под данной фронтовой операцией имеются в виду бои за несколько соседствующих плацдармов: собственно Лютежский плацдарм и плацдармы под сёлами Горностайполь, Ясногородка, Глебовка, Лютеж, Вышгород, Вита-Литовская. Войска 1-го Украинского фронта вели ожесточённые бои одновременно за все эти плацдармы. Кроме того не следует также забывать потери, понесённые советскими войсками у Лютежа 26-30 сентября 1943 года, когда происходило собственно форсирование Днепра и захват плацдарма.

## Немецкие потери
За 20 сентября — 31 октября 1943 г. все части и подразделения 4 танковой армии немцев потеряли 3094 чел. убитыми, 10 579 чел. ранеными и больными, 1818 чел. пропало без вести/пленено. Итого: 15 491 чел.

## Анализ потерь
Величина советских потерь на Лютежском плацдарме опровергает тезис о том, что бои за него были легче, чем борьба за Букринский плацдарм. Нельзя забывать, что указанную убыль личного состава немецкие войска понесли не только под Лютежем, но и в боях за соседние плацдармы у Ясногородки и Глебовки.

## Память
В 1958 году в селе Новые Петровцы (южнее Лютежа), где в 1943 году находился командно-наблюдательный пункт командующего 1-м Украинским фронтом, открыт памятник-музей «Освободителям Киева». В настоящее время — диорама «Битва за Киев. Лютежский плацдарм. 1943 год».

## Отражение в культуре
События на Лютежском плацдарме отображены в произведениях художественной литературы и кинематографа:
- «Генерал и его армия» — роман Г. Н. Владимова, 1996 г.
- «Связные истории. Лютежский плацдарм» — документальный фильм телеканала «ГЛАС», 2014 г.